# Canton de Lhuis
Le canton de Lhuis est une ancienne division administrative française située dans le département de l'Ain en région Auvergne-Rhône-Alpes.

## Géographie
Ce canton était organisé autour de Lhuis dans l'arrondissement de Belley. Son altitude variait de 200 m pour Briord à 1 218 m pour Innimond, avec une moyenne de 899 m.

## Histoire

Localisation du canton dans l'Ain avant 2015

Conformément au décret du 13 février 2014, en application de la loi du 17 mai 2013 prévoyant le redécoupage des cantons français, le canton disparaît à l'issue des élections départementales de mars 2015.

## Représentation

### Conseillers généraux de 1833 à 2015
| Période | Période      | Identité                                  | Étiquette            | Qualité                                                                                  |
| ------- | ------------ | ----------------------------------------- | -------------------- | ---------------------------------------------------------------------------------------- |
| 1833    | 1842         | Jean Magloire Anthelme Jordan (1788-1862) |                      | Président du Tribunal de Belley Elu en 1845 dans le Canton de Belley                     |
| 1842    | 1848         | Anthelme dit Roselli Mollet (1796-1886)   | Démocrate Socialiste | Avocat à Belley, Représentant du Peuple (1849-1851) Elu en 1848 dans le Canton de Belley |
| 1848    | 1871         | Ernest Guigard                            |                      | Juge de paix, avocat à Belley                                                            |
| 1871    | 1889         | Joseph Joly                               | Républicain          | Notaire à Lhuis                                                                          |
| 1889    | 1895 (décès) | Benoît Buffaud                            | Républicain          | Ingénieur-mécanicien à Saint-Benoît                                                      |
| 1895    | 1901         | Joseph Juvanon du Vachat                  | Républicain rallié   | Ingénieur agronome à Belley, maire de Conand                                             |
| 1901    | 1931 (décès) | Antoine Blanc                             | Rad.                 | Propriétaire Député (1919-1928) - Maire de Groslée                                       |
| 1931    | 1937         | Louis Blanc                               | Rad.                 | Maire de Marchamp                                                                        |
| 1937    | 1940         | Joseph Monteyremard                       | Rad. antimarxiste    | Industriel Maire de Serrières-de-Briord Nommé conseiller départemental en 1942           |
|         |              |                                           |                      |                                                                                          |
| 1945    | 1961         | Louis Favre-Buisson (1895-1973)           | SFIO                 | Maire de Saint-Benoît                                                                    |
| 1961    | 1967         | Pierre Piney                              | RI                   | Conseiller municipal de Lhuis                                                            |
| 1967    | 1979         | Antoine Penelle (1919-1986)               | Rad. puis MRG        | Maire de Groslée                                                                         |
| 1979    | 1985         | Aimé Trischetti                           | MRG                  | Agriculteur Maire de Seillonnaz                                                          |
| 1985    | 2011         | Maurice Berlioz                           | DVD                  | Exploitant forestier Maire d'Innimond jusqu'en 2008                                      |
| 2011    | 2015         | Daniel Béguet                             | DVG                  | Retraité Maire de Serrières-de-Briord depuis 2001                                        |

### Conseillers d'arrondissement (de 1833 à 1940)
| Période                                  | Période | Identité                                  | Étiquette           | Qualité |
| ---------------------------------------- | ------- | ----------------------------------------- | ------------------- | --- |
| 1833                                     | 1842    | Louis Benoit Hilaire Durochat (1777-1869) |                     | Ancien juge de paix, propriétaire à Lhuis                                                                   |
| 1842                                     | 1848    | Joseph Marie Gauthier (1806-1852)         |                     | Notaire à Lhuis                                                                                             |
| 1848                                     | 1867    | Jean-Baptiste Ravet                       |                     | Médecin à Lyon, originaire de Lhuis                                                                         |
| 1867                                     | 1871    | Léon-Maximilien Guillemant (1824-1909)    |                     | Médecin à Lhuis                                                                                             |
| 1871                                     | 1877    | Paul-Victor Dementhon (1814-1879)         |                     | Maire de Lhuis, juge de paix                                                                                |
| 1877                                     | 1889    | Louis Durochas (1822-1902)                |                     | Propriétaire, maire de Lhuis                                                                                |
| 1889                                     | 1895    | Lucien Lapierre (1850-1916)               | Républicain         | Directeur de carrières et de mines, adjoint au maire de Serrières-de-Briord (maire de 1899 à 1905)          |
| 1895                                     | 1898    | M. Richard                                |                     | |
| 1898                                     | 1910    | André-Félix Gaitet                        | Républicain Radical | Maire de Bénonces                                                                                           |
| 1910                                     | 1919    | Jules Favre                               |                     | Conseiller municipal de Briord                                                                              |
| 1919                                     | 1934    | Jean Henri Brunier                        |                     | Cultivateur, maire de Lhuis                                                                                 |
| 1934                                     | 1940    | Joseph Brunier                            |                     | Cultivateur, maire de Lhuis                                                                                 |
| 1940                                     |         |                                           |                     | Les conseils d'arrondissement ont été suspendus par la loi du 12 octobre 1940 et n'ont jamais été réactivés |
| Les données manquantes sont à compléter. |         |                                           |                     | |

Source : Journal Le Courrier de l'Ain sur le site des archives départementales.

## Composition
Le canton de Lhuis comprenait douze communes :
| Nom                 | Code Insee | Intercommunalité                | Population (dernière pop. légale) |
| ------------------- | ---------- | ------------------------------- | --------------------------------- |
| Lhuis (chef-lieu)   | 01216      | CC de la Plaine de l'Ain        | 884 (2014)                        |
| Bénonces            | 01037      | CC de la Plaine de l'Ain        | 282 (2014)                        |
| Briord              | 01064      | CC de la Plaine de l'Ain        | 973 (2014)                        |
| Groslée             | 01182      | CC Rhône - Chartreuse de Portes | 360 (2015)                        |
| Innimond            | 01190      | CC de la Plaine de l'Ain        | 115 (2014)                        |
| Lompnas             | 01219      | CC de la Plaine de l'Ain        | 166 (2014)                        |
| Marchamp            | 01233      | CC de la Plaine de l'Ain        | 130 (2014)                        |
| Montagnieu          | 01255      | CC de la Plaine de l'Ain        | 584 (2014)                        |
| Ordonnaz            | 01280      | CC de la Plaine de l'Ain        | 157 (2014)                        |
| Saint-Benoît        | 01338      | CC Bugey Sud                    | 833 (2015)                        |
| Seillonnaz          | 01400      | CC de la Plaine de l'Ain        | 139 (2014)                        |
| Serrières-de-Briord | 01403      | CC de la Plaine de l'Ain        | 1 286 (2014)                      |

## Démographie
| 1962  | 1968  | 1975  | 1982  | 1990  | 1999  | 2006  | 2011  | 2012  |
| ----- | ----- | ----- | ----- | ----- | ----- | ----- | ----- | ----- |
| 3 988 | 3 903 | 3 750 | 3 996 | 3 977 | 4 496 | 5 162 | 5 610 | 5 769 |